# Cloud Peak Energy
Cloud Peak Energy Inc.  est une société charbonnière basée à Gillette, dans le Wyoming où elle extrait du charbon dans le bassin de la Powder River. Avant sa faillite, l'entreprise était présidée par Colin Marshall qui expliquait à Scott Pruitt de l'EPA « Nous devrions brûler du charbon abondant et à faible coût dans les centrales au charbon ultra modernes de type HELE (High Efficiency Low Emissions) pour fournir une électricité fiable et à bas-coût afin de stimuler la croissance économique nationale », a déclaré Marshall. 
Avant sa faillite le titre était coté au NYSE sous le code CLD. 

## Histoire
Cette société a été créée comme spin-off de Rio Tinto Energy America en 2009,. Au début des années 2010 cette époque, Cloud peak Energy comptait parmi les 4 premiers producteurs de charbon des États-Unis (avec Peabody Energy, Arch Coal, Alpha Natural Resources et Consol Energy.
Selon son rapport annuel 2009, Rio Tinto détenait alors 48,3% du capital de Cloud Peak Energy et de ses mines directement détenues . Cloud Peak Energy détient également une participation de 50% dans Decker Coal Company, qui exploite la mine Decker dans le Montana.
Avant sa faillite, la société exploitait trois mines à ciel ouvert à partir de gisements épais de charbon situés dans le Wyoming et le Montana.
La firme a passé un contrat avec la nation Crow visant l'exploitation de 20 millions de tonnes de charbon par an, sous réserve de l’envoi par chemin de fer vers des terminaux charbonniers situés dans le nord-ouest du Pacifique, puis expédié vers l’Asie. Ce projet est nommé Big Metal Project d'après le légendaire chef Crow[réf. souhaitée]. Big Metals Coal est une filiale à 100% de Cloud Peak. Les installations des mines de Spring Creek (de Cloud Peak), sises  à l'est de la réserve, seront à la disposition de Big Metal.

## Faillite
Malgré le soutien de l'administration Trump à l'industrie américaine du charbon, notamment marqué par la visite en 2017 de Scot Pruit (administrateur de l'EPA nommé par Donald Trump)chez Cloud Peak  , en mai 2019, Cloud Peak Energy s'est déclaré en faillite. 
Un analyste explique cette faillite par une forte baisse de la demande en charbon provenant du bassin minier de Powder River de la part des marchés d’Asie de l’Est, mais aussi des États-Unis.
En août 2019 Cloud Peak Energy Inc. (OTC: CLDPQ) «Cloud Peak Energy»  a annoncé  que, à la suite d'un processus de vente complet et d'une enchère compétitive dans le cadre de son processus du chapitre 11, Navajo Transitional Energy Company, LLC («NTEC») a été nommée soumissionnaire retenu pour acquérir la quasi-totalité des actifs de Cloud Peak Energy, y compris les mines Spring Creek, Cordero Rojo et Antelope de la société ainsi que la vallée de Sequatchie projet de remise en état.